# Insolvenzrisiko
Das Insolvenzrisiko ist in der Betriebswirtschaftslehre und Wirtschaft die Gefahr einer möglichen Zahlungsunfähigkeit („Illiquidität“ oder mangelnde Liquidität) oder Überschuldung durch Insolvenz eines Wirtschaftssubjekts.

## Allgemeines
Risikoträger des Insolvenzrisikos sind Gläubiger jeder Art, also unter anderem Anleger, Arbeitnehmer, Exporteure, Finanzverwaltung, Gegenparteien, Investoren, Kontrahenten, Kunden oder Lieferanten. Als mit einem Insolvenzrisiko verbundene Schuldner kommen Wirtschaftssubjekte wie Privatpersonen, Unternehmen oder sonstige Personenvereinigungen in Frage. Der Staat und seine Untergliederungen (Bund, Länder, Gemeinden und Gemeindeverbände) unterliegen in Deutschland keinem Insolvenzrisiko, denn sie sind nach § 12 Abs. 1 InsO insolvenzunfähig. Das gilt für die meisten anderen Staaten nicht; sie und ihre Untergliederungen unterliegen einem mehr oder weniger hohen Insolvenzrisiko wie beispielsweise die spektakulären Insolvenzen von Orange County (Dezember 1994), Harrisburg (Oktober 2011) oder Detroit (März 2013) gezeigt haben. Gerade das US-Insolvenzrecht lässt kommunale Insolvenzen ausdrücklich zu.
Zur Quantifizierung des Insolvenzrisikos dient insbesondere die Insolvenzwahrscheinlichkeit, die sich durch eine Rating ausdrücken lässt. Für die Berechnung werden Insolvenzprognoseverfahren verwendet.

## Ursachen
In unvollkommenen Märkten kann die unternehmerische Tätigkeit durch Unternehmenskrisen oder nicht geplante Ereignisse nachhaltig gestört oder sogar dauerhaft beendet werden. Dadurch entsteht ein gewisses Risiko, das Ertragsrisiko, welches der Eigentümer (Bewertungssubjekt) trägt. Somit ist der Unternehmenswert abhängig von den Unsicherheiten zukünftiger finanzieller Überschüsse (Zahlungen). Auch die Höhe der vorhandenen Eigenkapital- und Liquiditätsausstattung (vgl. Risikodeckungsansatz) eines Unternehmens beeinflusst das Insolvenzrisiko. Dieses Risiko kann durch die Insolvenzwahrscheinlichkeit (vgl. Rating) quantifiziert werden und ist abhängig vom aggregierten Risikoumfang.

## Auswirkungen
Die Existenz des Insolvenzrisikos beeinflusst den Unternehmenswert auf zwei verschiedene Arten. Zum einen durch die direkten Insolvenzkosten, welche auftreten, wenn das Insolvenzverfahren eröffnet wird. Zum anderen durch indirekte Insolvenzkosten, welche aus der erhöhten Gefahr einer möglichen Insolvenz resultieren und es somit schwieriger wird Kunden oder Mitarbeiter eines Unternehmens zu halten oder neu zu akquirieren. Somit hat die Insolvenzwahrscheinlichkeit einen direkten Einfluss auf den Erwartungswert der Erträge eines Unternehmens, aber auch einen Einfluss auf die zeitliche Entwicklung des Erwartungswertes von Ertrag oder Cashflow in der Fortführungsphase und wirkt dort quasi wie eine negative Wachstumsrate der Cashflows. Denn je weiter man vom heutigen Standpunkt in die Zukunft schaut, desto wahrscheinlicher ist eine mögliche Insolvenz und der damit zusammenhängenden Zahlungsunfähigkeit eines vorhandenen Unternehmens.

## Berücksichtigung
Das Insolvenzrisiko und die damit zusammenhängenden Risikoinformationen können durch Simulationsverfahren (Monte-Carlo-Simulation) im Zuge der Ermittlung des Ratings und der Unternehmensbewertung berücksichtigt werden. Eine grobe Berücksichtigung ist auch mit einem Zuschlag der prognostizierten Insolvenzwahrscheinlichkeit auf den Diskontierungszinssatz möglich. Die Insolvenzwahrscheinlichkeit ist auch ein Maß für die Bestandssicherheit eines Unternehmens und steht somit im engen Zusammenhang zur gesetzlichen Forderung, dass der Vorstand eines Unternehmens „gefährdende Entwicklungen“ im Sinne des § 91 Abs. 2 AktG frühzeitig erkennen muss. Somit ist es eine der Kernaufgaben des Risikomanagements, sich mit dem Insolvenzrisiko zu beschäftigen. Seit Inkrafttreten des StaRUG (2021) gilt diese Anforderung für alle Kapitalgesellschaften. Ziel ist es, durch Risikoanalyse und Risikoaggregation schon die einer Insolvenz vorangehende bestandsgefährdende Krisen möglichst früh zu erkennen. Damit wird auch das Insolvenzrisiko quantifiziert, um bei einem kritischen Grad der Bestandsgefährdung „geeignete Gegenmaßnahmen“ einleiten zu können (§1 StaRUG).

## Zuweisung des Insolvenzrisikos in der Gesetzgebung
Die gerechte Zuweisung des Insolvenzrisikos ist ein Leitmotiv der deutschen zivilrechtlichen Gesetzgebung, namentlich des Bereicherungsrechts. Hier soll bei vertraglichen Ansprüchen jeder das Risiko der Insolvenz seines Vertragspartners tragen. Hintergrund ist, dass man sich seine Vertragspartner frei aussuchen kann (vgl. Privatautonomie). Die Wahl eines unzuverlässigen Partners soll nicht zu Lasten unbeteiligter Dritter gehen. Deshalb hat das BGB beispielsweise die gemeinrechtliche Versionsklage nicht übernommen, die dem Gläubiger ermöglichte, ungerechtfertigte Bereicherungen bei Zahlungsunfähigkeit seines Schuldners von Dritten heraus zu verlangen.
Beispiel
V verkauft eine Sache an K, dieser verkauft die Sache weiter an den Dritten D. Stellt sich nun heraus, dass der Kaufvertrag zwischen V und K nichtig war, so kann V nicht einfach die Sache von D herausverlangen. Er muss sich stattdessen an seinen Vertragspartner K halten, der unter Umständen Wertersatz schuldet (Abwicklung „entlang der Leistungskette“). Kann K wegen Vermögenslosigkeit keinen Wertersatz leisten, so trägt den Verlust der V, der sich K selbst als Vertragspartner ausgesucht hat.
Da eine schwere Unternehmenskrise, eine sogenannte „bestandsgefährdende Entwicklung“ einer Insolvenz vorausgeht, fordert seit 2021 §1 StaRUG deren Früherkennung, was eine Analyse und Überwachung der diese verursachenden Risiken voraussetzt.

## Zuweisung des Insolvenzrisikos als Auslegungsargument
Auch bei der Gesetzesauslegung ist das Prinzip, dass jeder das Risiko der Insolvenz seines Vertragspartners tragen soll, ein häufig verwandtes Argumentationsmuster.
Bei der Behandlung des sogenannten Doppelmangels geht es um die Konstellation, dass sowohl der ursprüngliche Kaufvertrag als auch der Vertrag über den Weiterverkauf unwirksam sind. In obigem Beispiel möge demnach auch der Kaufvertrag zwischen K und D nichtig sein. Dann könnte man nach § 818 Abs. 1 BGB annehmen, K müsse an V den Herausgabeanspruch gegen D abtreten. Dann trüge aber V nicht mehr das Risiko der Insolvenz des K, seines Vertragspartners, sondern des Dritten D. Deshalb wollen andere dem V nur einen Anspruch auf Wertersatz gegen K zugestehen (§ 818 Abs. 2 BGB).
Ähnlich ist das Problem, wenn eine ausgeübte Innenvollmacht angefochten wird. Dann entfiele rückwirkend die Vertretungsmacht des Stellvertreters und der Vertragspartner müsste sich an den Stellvertreter halten, der wiederum bei dem Vertretenen nach § 122 BGB Regress nehmen könnte. Dann trüge der Vertragspartner aber nicht mehr das Insolvenzrisiko des Vertretenen, mit dem er einen Vertrag schließen wollte, sondern des Vertreters. Daher wollen manche die Anfechtung entweder gar nicht zulassen oder als Anfechtung nicht der Vollmachtserteilung, sondern des Vertrages selbst werten, weil dem Vertragspartner dann unmittelbar gegen den Vertretenen der Anspruch aus § 122 BGB zustünde.

## Risikoanalyse
Gläubiger können ihr Insolvenzrisiko durch eine Risikoanalyse einschätzen. Das kann geschehen durch Fundamentalanalyse oder bei börsennotierten Unternehmen durch Chartanalyse. Kreditinstitute wenden in ihrer Kreditwürdigkeitsprüfung Insolvenzprognoseverfahren an, um das Insolvenzrisiko ihrer Kreditnehmer einschätzen zu können. Eine anschließende Risikobewertung führt zu einem Rating der Schuldner (bei Unternehmen, Staaten) oder Kreditscoring (bei Privatpersonen). Einem geringen Insolvenzrisiko unterliegen Schuldner mit einer hohen Bonität (Best Case: Triple A), einem hohen Risiko dagegen sind Schuldner in der Finanzkrise oder Unternehmenskrise ausgesetzt. Auf dem Aktienmarkt sind meist Pennystocks mit einem hohen Insolvenzrisiko verbunden. Die Höhe des Insolvenzrisikos äußert sich mithin durch eine entsprechende Ratingeinstufung.

## Risikoidentifikation
Risiken, die zu einem Insolvenzrisiko führen können, gibt es in allen Geschäftsbeziehungen. Der Lieferantenkredit des Lieferanten beinhaltet ein Zahlungsrisiko, der Kundenkredit des Abnehmers ein Erfüllungsrisiko, das sich in der Insolvenz des Geschäftspartners realisiert. Sicht-, Termingeld- und Spareinlagen sowie Sparbriefe unterliegen der Insolvenzgefahr von Kreditinstituten. Bankkredite unterliegen dem Kreditrisiko, Versicherungsverträge einem Schadenzahlungsrisiko der Versicherungsnehmer. Anleihen sind mit einem Gläubigerrisiko verbunden, Aktien repräsentieren über das Kursrisiko das Insolvenzrisiko der betreffenden Aktiengesellschaft.

## Risikobewältigung
Weichen diese Risiken zu stark von den Zielen des Risikoträgers (Unternehmensziel, Staatsziel, persönliches Ziel) ab, so muss er Instrumente der Risikobewältigung einsetzen, nämlich neben Risikovermeidung alternativ Risikominderung, Risikodiversifikation, Risikoüberwälzung oder Risikovorsorge. Diese Instrumente dienen dazu, vorhandene Insolvenzrisiken zu minimieren, zu streuen oder zu diversifizieren, an Dritte zu übertragen oder zu behalten und bilanziell abzusichern.
Eine Risikoreduzierung wird vorgenommen durch Eigentumsvorbehalt (Sicherung für den Lieferantenkredit), Einlagensicherung (für Anleger bei Kreditinstituten) oder Kreditsicherheiten (für Kreditgeber). Die Risikominderung kann bis zu 100 % des Risikos erreichen, so dass kein Insolvenzrisiko mehr vorhanden ist. Risikoüberwälzung findet statt durch Kreditversicherung (mit dem Spezialfall der Exportkreditversicherung gegen Forderungsverluste), Kreditderivate (wie Credit Default Swaps), Insolvenzgeld (für Arbeitnehmer), Absicherung der betrieblichen Altersversorgung durch den Pensions-Sicherungs-Verein (für Rentner). Im Börsen- und Wertpapierhandel schalten Kreditinstitute beim Interbankenhandel das gegenseitige Insolvenzrisiko (Gegenparteiausfallrisiko, Erfüllungsrisiko) durch Zug-um-Zug-Geschäfte (englisch delivery vs. payment) aus, indem über Clearingsysteme die Lieferung und Zahlung der Devisen oder Effekten simultan erfolgen muss (englisch matching).